# Bacanius gestroi
Bacanius gestroi är en skalbaggsart som beskrevs av Schmidt 1893. Bacanius gestroi ingår i släktet Bacanius och familjen stumpbaggar. Inga underarter finns listade i Catalogue of Life.